# Wilhelm Horborch
Wilhelm Horborch, latinizzato come Guillelmus Horborch (1320 circa – Roma, 1384), è stato un giurista e canonista tedesco del XIV secolo.

## Biografia
Gli antenati di Wilhelm Horborch erano patrizi di Amburgo. Suo padre Johann e il fratello Bertram Horborch appartenevano al Consiglio di Amburgo e furono fra i sindaci della città. Wilhelm Horboch studiò arti liberali e diritto a Parigi. Il papa Innocenzo VI nel 1361 lo nominò nunzio della diocesi di Brema e della diocesi di Verden in quanto laureato in arti liberali e diplomato in diritto canonico. Due anni dopo assunse l'ufficio di preposto nel capitolo della cattedrale di Amburgo, e nello stesso anno passò alla carica di decano della cattedrale. Assunse così la giurisdizione ecclesiastica fino al 1367. 
Gli storici dell'arte ritengono che Horborch abbia chiesto al Maestro Bertram di progettare l'altare di Grabow, completato nel 1383, per la Chiesa di San Pietro di Amburgo. L'opera fu realizzata negli anni in cui Bertram Horborch era sindaco di Amburgo e fu probabilmente egli stesso a finanziare l'altare.
Dal 1367 al 1368 Wilhelm Horborch studiò legge a Bologna, dove ricevette il dottorato in diritto canonico. Nel 1371/72 accettò la chiamata dell'imperatore Carlo IV come professore di diritto canonico all'Università di Praga, fondata nel 1348 dall'imperatore stesso. Papa Gregorio XI nominò Horborch revisore contabile della Rota Romana nel 1375/76, inizialmente con sede ad Avignone e poi fino alla fine della sua vita a Roma. Nel 1379 fu chiamato come preposto a Cracovia, ma affidò questa funzione a un vicario. Durante il suo soggiorno a Roma, compilò un riassunto cronologico delle decisioni della Rota Romana. La prima raccolta Decisiones antiquae raccoglie gli anni fino al 1376, la seconda Decisiones novae gli anni dal 1376 al 1381. Delle Decisiones Rotae Romanae esistono vari manoscritti e stampe.

## Opere
- (LA) Decisiones Rotae Romanae, Roma, Ulrich Han, 1470.